# Sotillo (municipalité)
Pour les articles homonymes, voir Sotillo.
Sotillo est l'une des treize municipalités de l'État de Monagas au Venezuela. Son chef-lieu est Barrancas del Orinoco. En 2011, la population s'élève à 24 238 habitants.

## Géographie

### Subdivisions
La municipalité possède une seule paroisse civile et une parroquia capital, traduite ici par « capitale » (en italiques et suivie d'une astérisque) avec, chacune à sa tête, une capitale (entre parenthèses) :
- Capitale Sotillo * (Barrancas del Orinoco) ;
- Los Barrancos de Fajardo (Los Barrancos de Fajardo).